# Bert Remsen
Herbert Birchell Remsen (* 25. Februar 1925 in Glen Cove, New York; † 22. April 1999 in Sherman Oaks, Los Angeles, Kalifornien) war ein US-amerikanischer Schauspieler und Casting-Direktor.

## Leben
Herbert Birchell Remsen ist der Sohn von Helen Birchell und Winfred Herbert Remsen und der ältere Bruder des Schauspielers Guy Remsen. Während des Zweiten Weltkrieges diente er in der United States Navy und erhielt ein Purple Heart für Verwundungen, die er beim Einsatz in Okinawa erlitt. Nach seiner Dienstzeit studierte er Schauspiel am Ithaca College und zog nach New York City, wo er am Neighborhood Playhouse ebenfalls Schauspiel studierte. Mit dem Theaterstück The Rainmaker debütierte Remsen am Broadway. Nachdem er 1952 zum ersten Mal als Filmschauspieler in der Fernsehserie Suspense" debütierte, drehte er bis 1964 Filme wie Mit Blut geschrieben, Kid Galahad – Harte Fäuste, heiße Liebe und Mondgeflüster. Bei dem Dreh zur Fernsehserie No Time for Sergeants passierte Remsen ein Unfall, als ein Kran auf ihn krachte und er sich seinen Rücken brach. Anschließend arbeitete er mehrere Jahre lang als Casting-Direktor.
Es war Robert Altman, für den er als Casting-Direktor arbeitete, der ihn wieder zur Schauspielerei für seine Komödie Nur fliegen ist schöner überredete. In den nächsten Jahrzehnten drehte er Filme wie Buffalo Bill und die Indianer, Ein Platz im Herzen und  Fletcher’s Visionen, und war in Fernsehserien wie Drei Engel für Charlie, Hart aber herzlich und Melrose Place zu sehen.
Remsen heiratete 1949 die Schauspielerin Katherine MacGregor, von der er sich kurze Zeit später wieder scheiden ließ. Am 2. Mai 1959 heiratete er die Castingdirektorin und Schauspielerin Barbara Dodd, mit der er bis zu seinem Tod verheiratet blieb. Beide hatten zwei gemeinsame Töchter, wovon eine die Schauspielerin Kerry Remsen ist. Er verstarb am 22. April aufgrund natürlicher Ursachen in seinem Haus und wurde von seinem Bruder, seiner Frau, seinen beiden Kindern und zwei Enkeln überlebt.

## Filmografie (Auswahl)

### Filme
- 1959: Mit Blut geschrieben (Pork Chop Hill)
- 1962: Kid Galahad – Harte Fäuste, heiße Liebe (Kid Galahad)
- 1962: Mondgeflüster (Moon Pilot)
- 1964: Der schwarze Kreis (Dead Ringer)
- 1966: Der Flug des Schreckens (The Doomsday Flight)
- 1970: Blutige Erdbeeren (The Strawberry Statement)
- 1970: Nur Fliegen ist schöner (Brewster McCloud)
- 1971: McCabe & Mrs. Miller
- 1972: Auf leisen Sohlen kommt der Tod (Fuzz)
- 1974: Diebe wie wir (Thieves Like Us)
- 1975: Geliebte Geisel (Sweet Hostage)
- 1976: Buffalo Bill und die Indianer (Buffalo Bill and the Indians, or Sitting Bull’s History Lesson)
- 1976: Und morgen wird ein Ding gedreht (Harry and Walter Go to New York)
- 1978: Eine Hochzeit (A Wedding)
- 1978: Solo mit Trompete (Uncle Joe Shannon)
- 1979: Die Chance seines Lebens (Fast Break)
- 1980: Max’s Bar (Inside Moves)
- 1980: Der Grenzwolf (Borderline)
- 1980: Jahrmarkt (Carny)
- 1983: Die Schuld der Helden (Memorial Day)
- 1983: Ihre letzte Chance (Independence Day)
- 1983: Nacktes Verhängnis (Policewoman Centerfold)
- 1983: Zwei ausgekochte Gauner (The Sting II)
- 1984: Ein Platz im Herzen (Places in the Heart)
- 1985: Cusack – Der Schweigsame (Code of Silence)
- 1985: Das Mädchen des Monats (I Married a Centerfold)
- 1986: Wer ist meine Frau (Who Is Julia?)
- 1986: Tai-Pan (Tai-Pan)
- 1986: TerrorVision
- 1987: Drei auf dem Highway – Three for the Road (Three for the Road)
- 1989: Miss Firecracker
- 1990: Die Erbschleicher (Daddy’s Dyin’... Who’s Got the Will?)
- 1990: Du sollst nicht töten (Vietnam, Texas)
- 1990: Tödliche Gier (Jezebel’s Kiss)
- 1991: Mama, ich und wir zwei (Only the Lonely)
- 1992: Bodyguard (The Bodyguard)
- 1992: Den Tod vor Augen (Ladykiller)
- 1992: Mädchen für alle Fälle (Maid for Each Other)
- 1993: Als Baby entführt (There Was a Little Boy)
- 1994: Die Sünden eines Vaters (Secret Sins of the Father)
- 1995: Dillinger und Capone (Dillinger and Capone)
- 1995: Straße der Rache (White Man’s Burden)
- 1997: Fletcher’s Visionen (Conspiracy Theory)
- 1998: Tycus – Tod aus dem All (Tycus)
- 1999: Auf die stürmische Art (Forces of Nature)

### Serien
- 1960: Kein Fall für FBI (The Detectives, 1 Folge)
- 1961–1962: 77 Sunset Strip (zwei Folgen)
- 1962–1963: Heute Abend Dick Powell (The Dick Powell Show, zwei Folgen)
- 1975–1976: Gibbsville (13 Folgen)
- 1975–1977: Make-up und Pistolen (Police Woman, zwei Folgen)
- 1976: Columbo: Mord im Bistro (Fade in to Murder)
- 1977+1978: Drei Engel für Charlie (Charlie’s Angels, Folgen: Pleite eines Gauners, Drei Engel auf Diamantenjagd)
- 1979: Hart aber herzlich (Hart to Hart, Folge: Mädchenjagd)
- 1980–1981: It’s a Living (13 Folgen)
- 1982: Hart aber herzlich (Hart to Hart, Folge: Kartenspiele)
- 1982: Unter der Sonne Kaliforniens (Knots Landing, Folge: Spätes Künstlerglück – The Rose and the Briar)
- 1983–1984: Kampf um Yellow Rose (The Yellow Rose, 3 Folgen)
- 1987: Dallas (Staffel 11, 10 Folgen)
- 1995–1998: Melrose Place (drei Folgen)